# Meine Braut ist übersinnlich
Meine Braut ist übersinnlich ist eine romantische Komödie des Regisseurs Richard Quine mit den Hauptdarstellern James Stewart und Kim Novak. Es war der zweite Film nach Vertigo – Aus dem Reich der Toten, in dem Stewart und Novak gemeinsam mitwirkten. Der Film basiert auf dem Bühnenstück von John Van Druten.

## Handlung
Gillian Hollroyd, die tagsüber als Händlerin für afrikanisches Kunsthandwerk in Greenwich Village tätig ist, beschäftigt sich in ihrer Freizeit mit Magie, denn Gillian ist eine Hexe. Unterstützt von ihrem Kater Pyewacket, treibt sie gemeinsam mit ihrem Bruder Nicky allerlei magischen Unsinn.
Um die Weihnachtszeit fühlt sich Gillian gelangweilt und zeigt Interesse an Mr. Shepard Henderson, einem Verleger und neuen Mieter in dem Haus, in dem Gillian ihren Laden hat. Als Shepard bei Gillian telefonieren will, weil ihre Tante Queenie sein Telefon verhext hat, lädt Gillian ihn in das Zodiac, einen Club, der Treffpunkt für Hexen und Hexenmeister ist, ein. Shepard folgt, neugierig, dieser Einladung und sucht das Zodiac zusammen mit seiner Verlobten Merle Kittridge, einer Malerin, auf.
Zufälligerweise ist Miss Kittridge auch eine alte Rivalin von Gillian. Während ihrer Schulzeit hat Merle Gillian mehrfach beim Rektor angeschwärzt, worauf Gillian Merle wochenlang mit durch Zauber hervorgerufenen Gewittern in ein Nervenbündel verwandelt hat. Im Zodiac erwähnt Gillian das Auftreten einer wochenlang anhaltenden Gewitterperiode und Miss Kittridges Empfindsamkeit gegenüber Gewittern. Danach lässt sie ihren Bruder Nicky und dessen Band den Titel Stormy Weather spielen und übt auch einen Einfluss auf die Beleuchtung aus, so dass es Merle Kittridge wie ein Gewitter vorkommen muss. Miss Kittridge und Shepard verlassen darauf das Zodiac. Gillian, die ursprünglich Shepard keiner Frau wegnehmen wollte, beschließt, dass Shepard sich durch Zauberei in sie verlieben muss.
Nach der Rückkehr aus dem Zodiac feiern Gillian, Nicky und Queenie noch eine kleine Bescherung, bei der Bruder Nicky Gillian eine Substanz schenkt, bei der der Abgebildete einer Fotografie zu demjenigen kommen muss, der die Fotografie mit der Substanz bestrichen und die Fotografie dann verbrannt hat. Gillian benutzt diese Substanz an einer Fotografie von Sidney Redlitch, einem Buchautor über Hexerei, da Shepard beiläufig erwähnt hatte, an Mr. Redlitch interessiert zu sein. Während des Rituals kommt Shepard an dem Laden vorbei und sieht die Flamme. Weil er befürchtet, der Laden könne brennen, kommt er zu dem Ritual dazu. Daraufhin löscht Gillian die Flamme, und Nicky und Queenie verlassen den Laden.
Gillian bietet Shepard einen Drink an und setzt nach einiger Zeit ihren Kater Pyewacket ein, worauf sich Shepard hoffnungslos in Gillian verliebt. Die für den nächsten Tag geplante Hochzeit mit Merle sagt Shepard ab.
Kurze Zeit später erscheint Sidney Redlitch, leicht verwirrt, in Shepard Handersons Verlag und bietet ihm an, für seinen Verlag ein Buch über die Hexerei in New York zu schreiben. Shepard nimmt Sidney in Gillians Laden mit, wo Sidney auch ihren Bruder Nicky kennenlernt. Als Nicky mit Sidney alleine ist, offenbart sich Nicky gegenüber Sidney als Hexenmeister. Sidney lässt sich von Nicky in die Hexenszene von New York einführen und schreibt darüber ein Buch. Als Gillian davon erfährt, will sie das Buch verhindern. Durch einen Zauber bewirkt sie, dass jeder Verleger Sidneys neues Buch ablehnen wird. Um nicht von ihrem Bruder bei Shepard angeschwärzt zu werden, gibt sie selbst gegenüber Shepard zu, eine Hexe zu sein und Shepard verhext zu haben. Erst will Shepard das Ganze nicht glauben, aber eine Begegnung mit Tante Queenie und ein Vorkommnis in Gillians Laden lassen für Shepard keinen Zweifel. Shepard sucht Rat bei Gillians Bruder Nicky. Zu dritt fahren Shepard, Nicky und Sidney zu Madame Bianca de Passe, einer Berühmtheit unter den New Yorker Hexen. Diese nimmt mit Hilfe eines schrecklichen Gebräus den Zauber von Shepard und bringt einen Zauber an, der es Gillian so gut wie unmöglich machen soll, Shepard noch einmal mit einem Liebeszauber zu verhexen.
Am nächsten Tag erscheint Shepard in Gillians Laden, um ihr einen Besen zu schenken, den Abschluss von Madame de Passes Prozedur. Bei dem parallel stattfindenden Wortgefecht wird Gillian wütend und droht damit, Miss Kittridge, Shepards ehemalige Verlobte, einmal um die Welt zu schicken, und sie den erstbesten Mann heiraten zu lassen, dem sie auf dieser Reise begegnet. Nachdem Shepard gegangen ist, will Gillian das Prophezeite mit Hilfe von Pyewacket in die Tat umsetzen, doch der Kater läuft ihr weg. Bei der Verfolgung von Pyewacket bemerkt Gillian, dass ihr Tränen herunterlaufen. Eine Hexe ist nicht in der Lage zu weinen, und so wird Gillian klar, dass sie keine Hexe mehr ist.
Pyewacket, der inzwischen Queenie gehört, klettert zu einem Fenster in Shepards Büro, der inzwischen durch die Trennung von Gillian ziemlich unausstehlich ist. Shepard sperrt Pyewacket in einen Papierkorb und begibt sich damit zu Gillians Laden, um Pyewacket zurückzugeben. Gillians Verhalten und ihre Tränen machen Shepard klar, dass Gillian keine Hexe mehr ist. Gleichzeitig merkt Shepard, dass er Gillian noch immer liebt und immer geliebt hat. Sie küssen sich, während Nicky und Queenie von draußen zusehen. Während Queenie begeistert ist, wendet sich Nicky, leicht angeekelt ab. Der Film endet damit, dass Nicky fast alle Straßenlaternen durch Hexerei zum Erlöschen bringt.

## Synchronisation
Die deutsche Fassung entstand in den Studios der Aura Film Synchron GmbH in Berlin. Verantwortlich für das Dialogbuch und die Regie war Conrad von Molo.
| Darsteller       | Rolle                     | Synchronsprecher    |
| ---------------- | ------------------------- | ------------------- |
| James Stewart    | Shepherd „Shep“ Henderson | Siegmar Schneider   |
| Kim Novak        | Gillian „Gil“ Holroyd     | Margot Leonard      |
| Jack Lemmon      | Nicky Holroyd             | Eckart Dux          |
| Ernie Kovacs     | Sidney Redlitch           | Wolfgang Eichberger |
| Hermione Gingold | Bianca de Passe           | Ursula Krieg        |
| Elsa Lanchester  | Tante Queenie             | Ursula Diestel      |
| Janice Rule      | Merle Kittridge           | Dagmar Altrichter   |
| Howard McNear    | Andy, Sheps Kollege       | Günther Pass        |
| Bek Nelson       | Tina, Sheps Sekretärin    | n.n.                |
| Monty Nash       | Kräuterladen-Besitzer     | Rainer Brandt       |
| Gail Bonney      | Mertes Zofe               | Elfe Schneider      |
| Wolfe Barzell    | Nachtclub-Besitzer        | Kurt von Ruffin     |

## Kritik
Lexikon des internationalen Films: „Eine hübsche Komödie, die auf originelle Weise den Hokuspokus parodiert.“

## Auszeichnungen
Oscar-Nominierung 1959 für Ausstattung und Kostüme